# Kondhs
 (février 2011).
Si vous disposez d'ouvrages ou d'articles de référence ou si vous connaissez des sites web de qualité traitant du thème abordé ici, merci de compléter l'article en donnant les références utiles à sa vérifiabilité et en les liant à la section « Notes et références ».
Ne doit pas être confondu avec Gond (peuple).
Les Kondhs (ou Kondhos) sont un peuple aborigène de l'Inde parlant le kui et le kuvi, deux langues dravidiennes. Parmi eux les Dongrias sont connus pour avoir lancé un appel à la suite du succès du film Avatar (2009).
Ils sont les sujets d’une étude d’Élie Reclus (1885).